# Antica Dolceria Bonajuto
La Antica Dolceria Bonajuto es una fábrica de chocolate fundada en Modica en 1880, conocida por ser la más antigua de Sicilia y una de las más antiguas de Italia y por haber sido frecuentada por personajes ilustres de fama internacional. 

## Historia

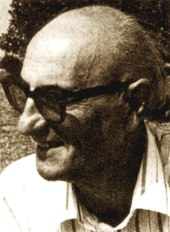
Gesualdo Bufalino.

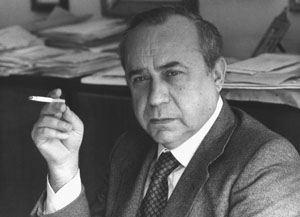
Leonardo Sciascia.

En 1820, Vincenzo Bonajuto murió prematuramente dejando diez hijos y el mayor Francesco Ignazio invirtió el patrimonio heredado en una serie de actividades comerciales. 
Los Bonajuto eran, en la primera mitad del siglo XIX, vendedores de hielo en el área de los Montes Ibleos. Algunas vicisitudes les llevaron a centrarse en el campo de la pastelería, centrada en el chocolate.
Federico Bonajuto, hijo de Francesco Ignazio Bonajuto, en el 1853 compró un frantoio para triturar las habas de cacao y hacer la masa amara en su laboratorio de nombre dialéctico "fattojo del ciccolatte", mientras en 1880 Francesco Bonajuto fundó el local actual pero con el nombre de Caffè Roma, lugar de encuentro de inspiración socialista, que se convirtió en Antica Dolceria Bonajuto en 1992.
Desde principios de los años 90 en Modica, la empresa ha promovido el turismo gastronómico nacional e internacional, así como cultural, llevando la tradición chocolatera de Modica, latente en aquellos años, a las glorias del pasado.
A lo largo de los años muchos han sido los frecuentadores ilustres de la chocolatería, entre ellos se encuentran: el escritor, periodista y crítico de arte Leonardo Sciascia, su amigo y colega Gesualdo Bufalino (ganador del Premio Campiello en 1981 y Premio Strega en 1988); el intelectual y escritor Raffaele Poidomani, l'actor Alessandro Quasimodo, hijo del Premio Nobel modicano Salvatore Quasimodo y el historiador Giuseppe Barone. 
La chocolatería también fue visitada por el periodista del New York Times Raymond Walter Apple Jr. en el 1999, durante un su viaje en Sicilia, y por la corresponsal del Wall Street Journal Frederika Randall que vive en Italia desde 1986. En 2002 la periodista americana entrevistó al propietario Franco Ruta en el local de Corso Umberto I.

## Reconocimientos
Nel 1911 los chocolates de Francesco Bonajuto, ganaron la medalla de oro a la Exposición Universal de Turín (1911) que se organizó junto con otras exposiciones nacionales como las de Roma (donde fue premiado Bonajuto) y de Firenze.
En 2014, la empresa fue incluida por Il Sole 24 Ore entre las 10 empresas italianas centenarias que "mejoran la economía italiana en el mundo".

## Chocolate de Modica y disputa por la IGP

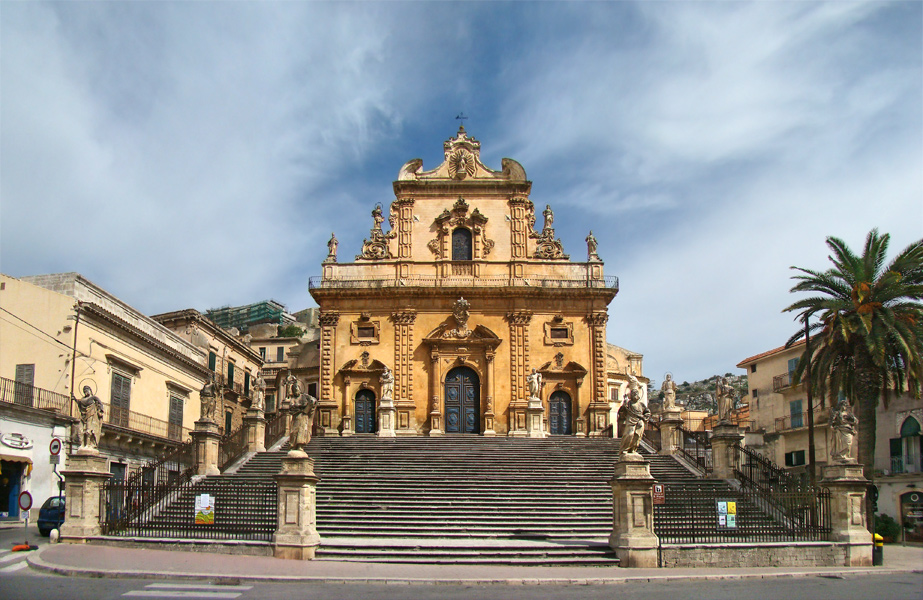
Duomo de San Pedro en frente a la Antica Dolceria.

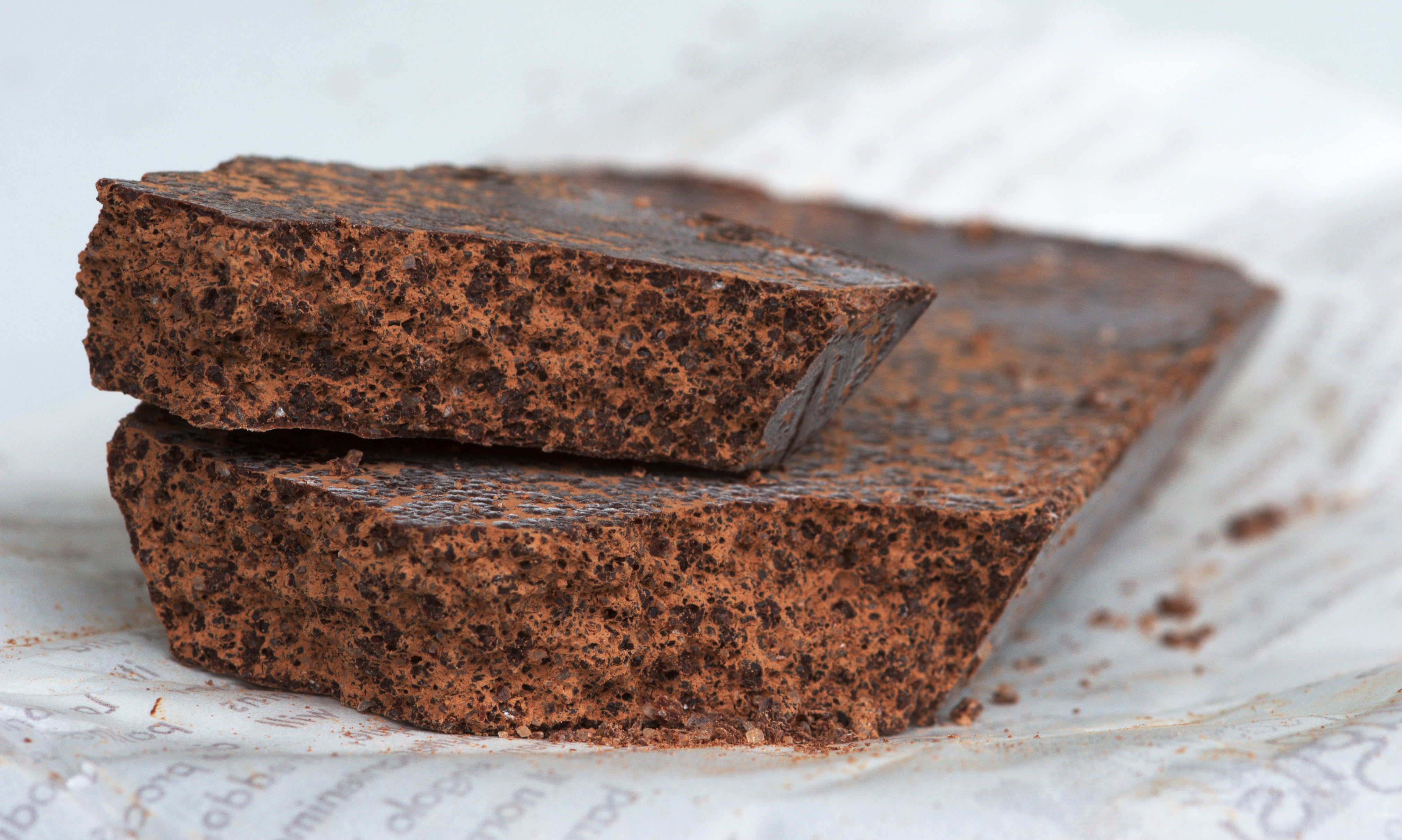
Chocolate de Modica.

El chocolate de Módica, el principal producto de las "dolcerie" de la ciudad, se obtiene con una procesamiento "frío" (aproximadamente 40°) del chocolate (que no derrite el azúcar), que consiguió el reconocimiento IGP (Indicación geográfica protegida) da la Unión Europea.
La Dolceria Bonajuto, que tuvo el mérito de redescubrir la receta ahora perdida, sin embargo no aceptó la disciplinaria por considerarla demasiado permisiva. En particular, según Pierpaolo Ruta (hijo del mencionado Franco), el chocolate tradicional debe aromatizarse con vainilla o canela, se aceptan otros aromas pero deben considerarse una evolución del producto.
El origen del producto se remonta al siglo XVII, al período de la Sicilia española después de que los europeos descubrieron el chocolate por los Aztecas quien, sin embargo, no conocían l'azúcar y lo consumieron en forma de bebida.
El chocolate se estableció en el tejido social en la segunda mitad del siglo XIX gracias también al progreso de la industria alimentaria, que hizo que el producto fuera accesible también para las clases menos acomodadas.
El producto Modica se fabrica hoy con la ayuda de máquinas modernas que respetan las reglas impuestas.